# راندي روز
راندي روز (بالإنجليزية: Randy Rose) هو مصارع محترف أمريكي، ولد في 19 يوليو 1956 في ناشفيل في الولايات المتحدة.

## وصلات خارجية
- راندي روز على موقع CageMatch worker (الإنجليزية)
- راندي روز على موقع قاعدة بيانات المصارعة على الإنترنت (الإنجليزية)

- راندي روز على موقع IMDb (الإنجليزية)
- راندي روز على موقع قاعدة بيانات الفيلم (الإنجليزية)